# Yan Pascal Tortelier
Yan Pascal Tortelier (* 19. April 1947 in Paris) ist ein international arbeitender französischer Violinist und Dirigent.

## Leben
Tortelier ist der Sohn des französischen Cellisten Paul Tortelier. Nach seiner Ausbildung wurde er in den Jahren 1989 bis 1992 Dirigent am Ulster Orchestra, bevor er für elf Jahre bis 2003 Dirigent des BBC Philharmonic in Manchester wurde. Von 2005 bis 2008 war er Gastdirigent am Pittsburgh Symphony Orchestra. Seit 2009 war er der Dirigent des brasilianischen Orquestra Sinfônica do Estado de São Paulo (OSESP) und gleichzeitig Gastdirigent beim National Youth Orchestra of Great Britain. Seine Nachfolgerin in São Paulo war ab 2012 die amerikanische Dirigentin Marin Alsop. Von 2016 bis 2019 war er Chefdirigent des Isländischen Sinfonieorchesters. Seine Nachfolgerin in Reykjavik ist seit 2020 die finnische Dirigentin Eva Ollikainen.
Tortelier nahm die Cello-Konzerte von Camille Saint-Saëns und Arthur Honegger mit dem Cellisten Julian Lloyd Webber auf.